# Heterusia hesperiaria
Heterusia hesperiaria är en fjärilsart som beskrevs av Walker 1862. Heterusia hesperiaria ingår i släktet Heterusia och familjen mätare. Inga underarter finns listade i Catalogue of Life.